# Nintendo Entertainment System
Il Nintendo Entertainment System (NES), noto in Giappone con il nome di FamiCom (ファミコン?, Famikon , Fami(ly) Com(puter)), è una console per videogiochi a 8-bit prodotta da Nintendo tra il 1983 e il 1995.
È da molti considerato il sistema che ha risollevato l'industria dei videogiochi dopo la crisi del 1983, soprattutto grazie al successo di titoli come Super Mario Bros, The Legend of Zelda e Metroid, di livello qualitativo superiore a quello dell'epoca; la console ha inoltre introdotto un modello lavorativo oggi adottato da tutti, ovvero quello di concedere a terze parti le licenze per lo sviluppo dei software.
Considerata una delle più importanti console videoludiche della storia, nel 1995, anno in cui fu tolta definitivamente dal commercio, raggiunse quasi le 62 milioni di unità vendute, diventando la macchina da gioco più venduta della sua epoca. Nel 2009 il sito IGN l'ha definita la migliore console videoludica di tutti i tempi.

## Storia

### Il progetto e lo sviluppo
Seguendo la serie di successi ottenuti nello sviluppo dei videogiochi arcade nei primi anni ottanta, Nintendo pianificò lo sviluppo di una propria console per videogiochi a cartucce removibili. Le console da gioco non erano una novità, erano già comparse sul mercato giapponese: per questo motivo l'allora presidente di Nintendo, Hiroshi Yamauchi, scartò l'idea di realizzare una macchina munita di tastiera, stabilendo che il suo sistema da gioco, per potersi affermare, avrebbe dovuto essere così potente da non essere surclassato dalla concorrenza per almeno un anno e che avrebbe dovuto avere un costo di vendita molto più basso delle altre console. L'incarico di sviluppare la console fu affidato a Masayuki Uemura, responsabile dei giochi elettronici della società. I primi prototipi furono realizzati nell'ottobre del 1982 ma per contenere i costi venne abbandonata l'idea di usare una delle nuove CPU di ultima generazione in favore di un processore ad 8 bit realizzato da MOS Technology, il 6502. Per far sì che la console potesse superare la concorrenza sul piano delle prestazioni fu deciso di affiancare alla CPU un coprocessore che si occupasse della generazione degli elementi grafici, la Picture Processing Unit (PPU), capace di gestire molti più sprite e colori rispetto alla console più venduta in quel periodo, l'Atari 2600.
Dal punto di vista fisico, lo sviluppo venne fortemente influenzata dal ColecoVision; infatti Takao Sawano, direttore generale del progetto, portandone a casa un esemplare per la sua famiglia, era rimasto colpito dalla capacità del sistema di produrre grafica fluida in quel momento. I piani originali del progetto prevedevano che le cartucce del FamiCom avessero le dimensioni di un nastro a cassetta, successivamente si optò per dei dispositivi dotati di una piedinatura a 60 piedini; i controllers furono incorporati alla console per mantenere bassi i costi di produzione, Gunpei Yokoi suggerì l'idea di adottare il D-pad già adottata con successo nei Game & Watch. Dato che Nintendo non aveva uno stabilimento per la produzione di semiconduttori, la produzione dei circuiti integrati fu affidata a Ricoh. Per l'aspetto della console Yamauchi fece una scelta particolare, dato il periodo della crisi dei videogiochi del 1983: siccome la console era destinata ai ragazzi, volle che fosse chiaro fin da subito, osservandola, che fosse un sistema di intrattenimento per cui decise per un aspetto che richiamasse alla mente l'idea di un giocattolo. Fu quindi studiato un contenitore plastico con bordi e spigoli arrotondati, vistosamente colorato di bianco e rosso, con controller di gioco piccoli e fisicamente collegati al corpo centrale da cavi elettrici, ciò che poteva far ricordare un personal computer, fu deliberatamente escluso.

### La commercializzazione, i difetti iniziali e l'affermazione in Giappone

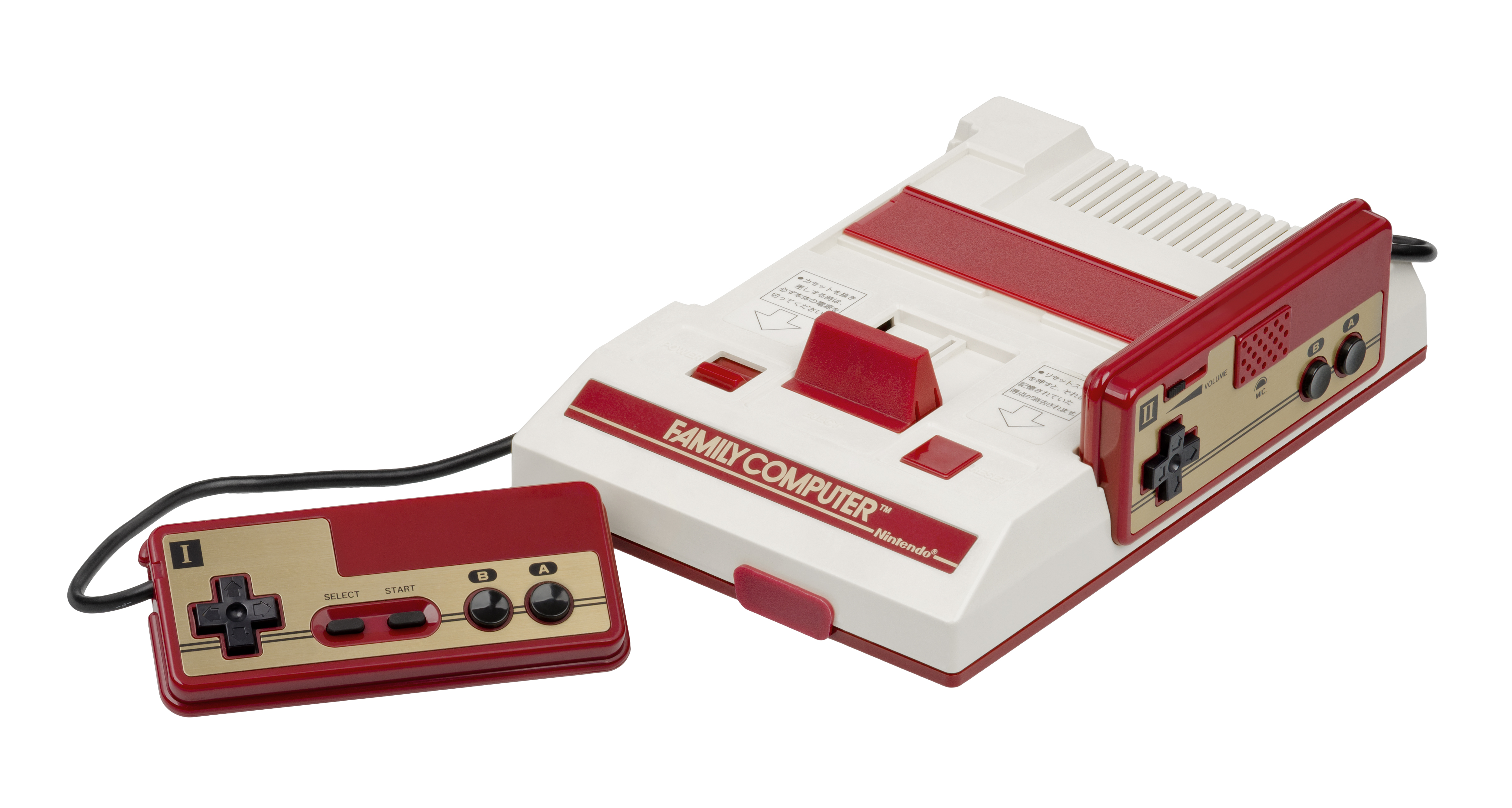
Un Nintendo FamiCom, riservato al mercato giapponese

La console fu messa in commercio a partire dal 15 luglio 1983 al prezzo considerevole di 14.800 ¥ (yen), corrispondenti a 65 dollari di allora, con il nome di Family Computer, abbreviato in FamiCom. Originariamente il nome in codice del progetto era "GameCom", ma fu cambiato su suggerimento della moglie di Uemura. Al momento del lancio erano disponibili 3 titoli, tutti conversioni di coin-op realizzati da Nintendo: Donkey Kong, Donkey Kong Jr. e Popeye. La console riscosse subito un incredibile successo: in soli 2 mesi ne furono vendute 500.000 unità, surclassando non solo l'Atari 2800 (la versione giapponese dell'Atari 2600) ma anche il Sega SG-1000, presentata lo stesso giorno del FamiCom. Ben presto però le vendite iniziarono a calare perché la console iniziò a bloccarsi quando eseguiva determinati giochi; ciò era dovuto ad un errore del chipset nella scheda madre che portava il sistema in crash. Yamauchi decise per una campagna di richiamo di tutte le console per riparare il problema: questa scelta sarebbe costata molto a Nintendo ma, secondo le previsioni di Yamauchi, avrebbe ripagato Nintendo in termini di credibilità e affidabilità della società.
Sistemati i difetti di progettazione, la popolarità del FamiCom salì fino a diventare la console più venduta in Giappone alla fine del 1984; per il Paese asiatico vennero commercializzate successivamente alcune versioni specifiche, realizzate in collaborazione con la Sharp Corporation, come la Sharp Nintendo Television, nel 1983, il Twin Famicom nel 1986 che include il Famicom Disk System nel case e il FamiCom Titler nel 1989, che incorpora un sistema di tipo genlock per la cattura di immagini e video.

### La collaborazione e la rottura con Atari
Per il mercato mondiale Nintendo aveva preso contatti con Atari affinché si occupasse della commercializzazione della console al di fuori del Giappone. L'accordo prevedeva che il sistema sarebbe stato distribuito con il nome Atari e che la società avrebbe pagato i diritti per la produzione della console a Nintendo. I rappresentanti delle due società si incontrarono diverse volte al Consumer Electronics Show del 1983, stabilendo le basi dell'accordo. Dopo tre giorni di trattative, quando solo gli ultimi dettagli dovevano essere finalizzati, alcuni dirigenti Atari si imbatterono nello stand della Coleco in una conversione del gioco Donkey Kong per il loro nuovo home computer Coleco Adam. Questo fece infuriare Atari perché essa aveva acquistato da Nintendo i diritti per la versione del gioco per gli home computer (con il floppy disk come supporto) mentre Coleco deteneva i diritti per produrre soltanto la versione a cartuccia per le proprie console ColecoVision e aveva convertito Donkey Kong per l'Adam a scopo dimostrativo. I dirigenti Atari immaginarono che i giapponesi stessero vendendo i diritti in loro possesso a più società contemporaneamente e quindi interruppero le trattative con Nintendo. La rottura delle trattative con Atari spinse Nintendo a cercare un nuovo distributore ma dopo più di un anno di infruttuose ricerche la società decise di commercializzare in proprio la console.

### Il successo negli USA

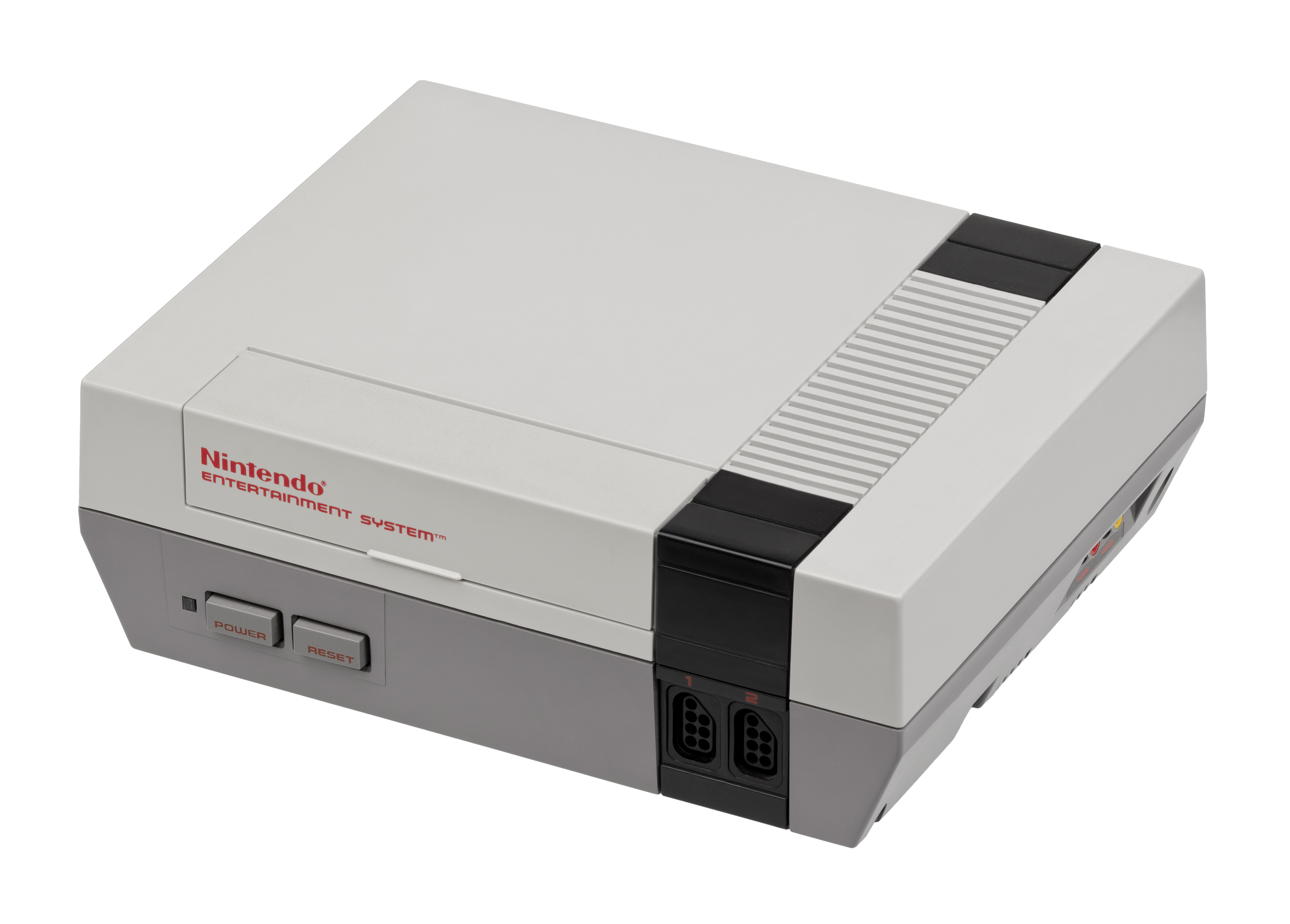
Il Nintendo Entertainment System

Nel giugno 1985 la console venne presentata al Consumer Electronics Show di Chicago con un design rinnovato e con un nuovo nome per il mercato statunitense: Nintendo Entertainment System (NES). Il prezzo previsto era di 249,99 $ con la pistola Zapper, il robottino R.O.B. e i giochi Gyromite e Duck Hunt, oppure 199,99 $ con due controller e Super Mario Bros., ideato da Shigeru Miyamoto. Le prime unità a edizione limitata furono vendute negli USA a partire dal 18 ottobre 1985 (iniziando dalla città di New York), corredate da una ludoteca caratterizzata da giochi inediti come i suddetti Duck Hunt e Super Mario Bros oltre a Ice Climber, Excitebike, Wrecking Crew e altri.
Anche se nei primi due anni di vita il NES fu abbastanza costoso, la buona qualità del software e il controllo diretto sui giochi sviluppati da terze parti ne determinarono il successo. Nel Natale del 1985 la console registrò un discreto volume di vendite, per poi essere distribuita a febbraio dell'anno seguente nel resto del Nord America, raggiungendo al termine del 1986 la quota di 3 milioni di unità vendute. Sempre nel 1986 il NES fu prodotto dalla Worlds of Wonders che aiutò l'azienda giapponese ad un "ritorno d'immagine" negli Stati Uniti. Fu nel 1987, però, che il grande pubblico si accorse delle capacità grafiche della macchina rispetto alle altre console, grazie alla pubblicazione di titoli come Metroid, Castlevania, Rush'n Attack, Mega Man, Rad Racer e Zelda. Nel 1987, inoltre, i giochi della Worlds of Wonders subirono un grosso calo di vendite e Nintendo, alla fine dell'anno, decise di assumere in blocco tutti i dipendenti che stavano per essere licenziati in seguito all'imminente bancarotta. Curiosamente alcuni di essi erano gli stessi programmatori che Nintendo aveva avvicinato durante il primo tentativo, infruttuoso, di alleanza con Atari. Il NES arrivò a quota sei milioni di unità vendute, cifra che raddoppiò l'anno successivo: nel 1988, infatti, uscirono negli Stati Uniti Super Mario Bros. 2, Contra, Bionic Commando, Blaster Master e Double Dragon, che spinsero quasi al massimo la tecnologia di questa console; nel 1989 Ninja Gaiden, Mega Man 2, Tecmo Bowl e Dragon Warrior (remake occidentale di Dragon Quest), rappresentarono un ulteriore passo in avanti nella ludoteca del NES, che si dimostrò ancora una volta il miglior sistema da gioco presente sul mercato. Il picco della giocabilità a 8 bit fu poi raggiunto da Super Mario Bros. 3, uscito negli Stati Uniti nei primi mesi del 1990: il terzo capitolo della saga di Mario, inoltre, fu considerato uno dei migliori e più innovativi videogiochi della storia, oltre che il titolo più venduto dopo Super Mario Bros, quest'ultimo avendo però dalla sua il fatto di essere incluso nella confezione della console.
Tra il 1986 e il 1990 Nintendo fu l'incontrastata padrona dei mercati nipponico e nordamericano, in cui il NES veniva pubblicizzato con lo slogan "Now you're playing with power", mentre i titoli della console registravano sempre nuovi record. Su NES vennero introdotti i primi capitoli dei franchise di Mario, Zelda, Castlevania, Mega Man, Metroid, Final Fantasy, Ninja Gaiden e Dragon Quest. Particolare importanza fu data al marchio dorato "Nintendo Seal of Quality" che compariva sulle confezioni dei giochi e degli accessori per il NES ad indicare che i prodotti erano certificati direttamente da Nintendo come rispondenti a precisi requisiti di qualità. Introdotto inizialmente per i soli giochi pubblicati in America, il bollino fu poi esteso anche ai mercati europeo e australiano. Col tempo, però, il bollino divenne una presenza fissa sulle cartucce dei giochi e solo in rarissimi casi il titolo non conquistò il marchio dorato, come ad esempio Action 52. Sempre in USA, a partire dal luglio del 1988 iniziò ad uscire mensilmente la rivista Nintendo Power, con le guide e le recensioni dei nuovi titoli. Alla fine degli anni ottanta, in America, era molto famoso anche il servizio telefonico Nintendo con degli operatori che aiutavano gli utenti a terminare o a scoprire dei trucchi segreti dei giochi. Nel 1989 venne anche prodotto un film dedicato alla console NES per il rilancio della console e dei videogiochi casalinghi: Il piccolo grande mago dei videogames, seguito a causa del suo grande successo da un'iniziativa organizzata dalla società giapponese, ovvero il Nintendo World Championship 1990.

### Le controversie legali con SEGA
La netta differenza quantitativa tra il catalogo dei titoli disponibili del NES e quella del Sega Master System era giustificata dal fatto che la licenza che Nintendo offriva agli sviluppatori dei giochi per il NES impediva di realizzare le conversioni per le console avversarie per due anni. Inoltre le compagnie che ottenevano la licenza Nintendo potevano sviluppare solo cinque giochi all'anno, più uno extra se i titoli avevano avuto un notevole successo commerciale e di critica.
Sega, nel 1989 promosse un'azione legale contro la Nintendo, accusando la società di aver abusato della sua relazione con gli sviluppatori, creando un monopolio nel settore dei videogiochi e non consentendo agli stessi sviluppatori di realizzare titoli per altre piattaforme, ma i giudici dichiararono Nintendo colpevole di non aver rispettato le norme sull'antitrust. In seguito cambiarono i rapporti di forza nel mercato dei videogiochi ed il peso specifico di Sega nei confronti degli sviluppatori aumentò con l'uscita del Mega Drive, rendendo questa macchina molto più competitiva rispetto al Super Nintendo nel periodo delle console di quarta generazione.

### La diffusione nel resto del mondo

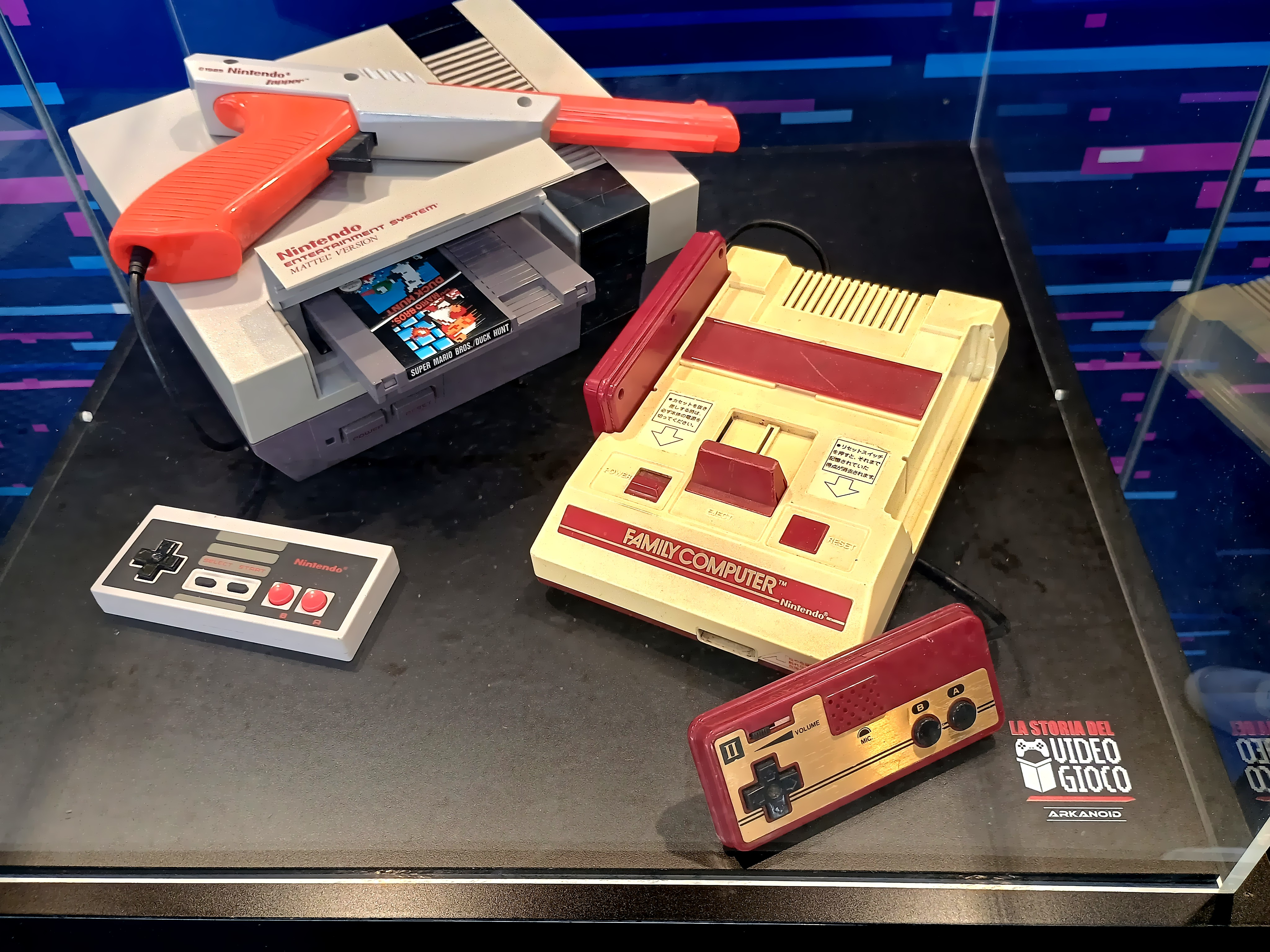
Nintendo Entertainment System & FamiCom a diretto confronto, con relativi controller e Zapper

Per i modelli commercializzati al di fuori del Giappone venne implementato il chip 10NES quale sistema di protezione per contrastare la pirateria informatica; tuttavia nonostante l'ottima qualità della sua ludoteca, la console non riscosse lo stesso successo in Europa e Australia perché la diffusione iniziò tardivamente, in gran parte dell'Europa circa due anni dopo la pubblicazione nordamericana, mentre nuove console prodotte da altre società iniziavano a competere tecnicamente con il NES, tra cui principalmente il Sega Master System.
In Italia il NES venne commercializzato a partire dal dicembre 1987, ma una strategia di marketing poco soddisfacente, comprendente il prezzo alto imposto da Wonderland (sussidiaria di World of Wonders e poi rilevata dalla Mattel), la distribuzione poco radicata e l'iniziale mancanza di una cospicua campagna pubblicitaria via etere, non fece decollare inizialmente le vendite. In USA invece dal novembre del 1988 il NES venne messo in vendita a 149,99 $ con due controller, la pistola Zapper e la cartuccia di Super Mario Bros./Duck Hunt. I giochi in versione PAL, inoltre, arrivavano uno o due anni dopo rispetto alle versioni americane e giapponesi, e questi ritardi, nei primissimi anni novanta, ne annullarono la superiorità tecnica nei confronti delle console più moderne (come il Mega Drive). Per ovviare al problema vennero creati diversi adattatori per utilizzare i videogiochi in formato NTSC su console PAL, tali adattatori potevano essere utilizzati anche per utilizzare i giochi PAL A su NES PAL B e viceversa; uno dei convertitori più noti fu il Game Key prodotto da Horegle.

### Il Super Nintendo e la fine della produzione
La console divenne nel 1990 la macchina da gioco più venduta fino ad allora, tuttavia durante i primi anni novanta, le aziende iniziarono a rimpiazzare le console esistenti con sistemi a 16 bit, come il Mega Drive di Sega. Dopo l'introduzione del Super Nintendo, la console a 8 bit rimase comunque fino a tutto il 1991 il sistema di gioco più diffuso tra il grande pubblico. A partire dall'estate del 1992 il NES riuscì a coesistere bene con il Super NES, grazie anche all'uscita di alcuni giochi come NES Open Tournament Golf, Mario & Yoshi e, poco dopo, Kirby's Adventure. Dal Natale del 1992 la guerra tra il Super NES e il Mega Drive si fece più accesa e il NES, ormai abbastanza vecchio e con pochi giochi nuovi, diventò una console a basso costo, indirizzata verso un pubblico più giovane e alle prime armi nel settore dei videogiochi. In realtà però in Europa la situazione fu leggermente differente. I notevoli ritardi dell'uscita delle cartucce consentirono al NES di essere considerato uno dei sistemi di riferimento fino a tutto il 1993, sebbene risultasse secondo nelle vendite rispetto al Super NES ed al Mega Drive. Nel 1993 il NES venne venduto in una confezione speciale con Super Mario Bros. 3. Nello stesso anno uscì negli USA il Nintendo Entertainment System Control Deck o NES 2, molto simile a livello di hardware al primo NES ma meno costoso (49,99 $) e con un aspetto più compatto, simile a quello dello SNES.
La produzione di NES fu interrotta nel 1995, mentre la produzione di FamiCom continuò fino all'ottobre 2003 per il mercato di nicchia giapponese di appassionati e collezionisti. Nintendo ha continuato a riparare i sistemi FamiCom fino al 21 ottobre 2007, quando ha dichiarato che le scorte delle parti di ricambio necessarie erano ormai terminate e fuori produzione.
Tuttavia molti anni dopo esiste ancora una limitata produzione commerciale di nuovi giochi per NES, su cartucce con confezione completa, spesso finanziati con Kickstarter.

### La versioneminidel 2016
Nel luglio del 2016 Nintendo ha annunciato una riedizione della console, il Nintendo Classic Mini: Nintendo Entertainment System, e l'uscita sul mercato è avvenuta in tutto il mondo per l'11 novembre: la console integra 30 giochi tra i più famosi tra quelli pubblicati per il NES, un solo controller di gioco identico a quelli originali con un cavo di dimensioni inferiori lungo 80 cm, e una porta HDMI per il collegamento ai moderni televisori. La console offre 3 modalità di visualizzazione differenti: "Tubo catodico", per simulare l'aspetto che i giochi avevano sui vecchi televisori, con tanto di linee di scansione; "4:3", che riproduce l'aspetto della console originale; "Risoluzione originale", per avere pixel perfettamente quadrati.

## Hardware

### CPU

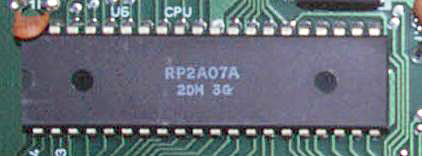
Il Ricoh 2A07 montato sulle versioni PAL del NES.

Il NES usa come CPU un microprocessore ad 8 bit prodotto da Ricoh e derivato dal MOS 6502. Rispetto a quest'ultimo integra un generatore audio ed un controller per l'accesso alla memoria (DMA) con un bus indirizzi ridotto. Per far posto a questi moduli Ricoh eliminò dal core del 6502 la circuiteria relativa alla gestione della codifica BCD.
La CPU è prodotta in 2 versioni con 2 clock differenti, a seconda del segnale televisivo generato dalla console: il modello 2A03 (o RP2A03), destinato ai mercati con segnale NTSC (Nord America e Giappone), ha un clock di 1,79 MHz,, mentre il modello destinato ai mercati con segnale PAL (Europa, Nuova Zelanda ed Australia), usa il 2A07 (o RP2A07), identico al precedente ma operante ad un clock di 1,66 MHz. Il generatore sonoro del 2A07 è modificato per lavorare con il clock di sistema più lento.

### Memoria

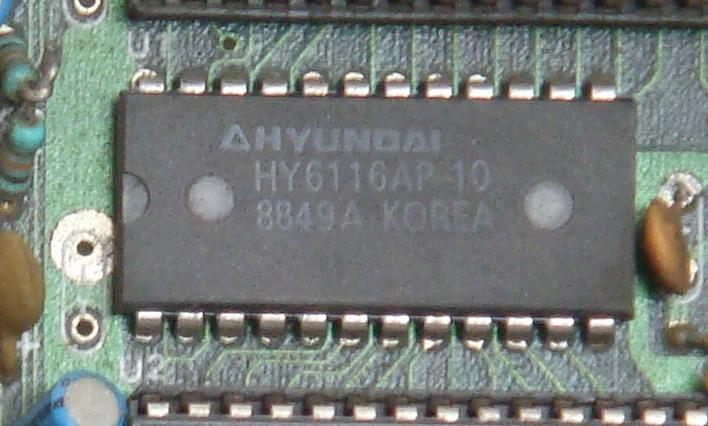
Un chip di RAM statica da 2 kB montato su un clone del NES.

Il NES contiene 2 kB di RAM utilizzabile dalla CPU come memoria temporanea (WRAM). Altra RAM, fino ad un massimo di 8 kB, può essere indirizzata direttamente da una cartuccia giochi.
La PPU ha 2 kB di RAM dedicati (VRAM). Sono poi presenti 256 byte destinati ad accogliere gli attributi degli sprite (SPR-RAM) e 28 byte di RAM per la tavolozza dei colori.
I giochi sono contenuti in chip ROM (PGR-ROM) alloggiati sulle cartucce. La CPU può però indirizzare solo fino ad un massimo di 32 kB di dati: dovendo contenere sia il codice del programma che i dati della grafica, i primi giochi risultarono perciò poco dettagliati. Per ovviare a questo problema Nintendo sviluppò dei controller di memoria, detti Memory Management Controller, da installare sulle cartucce che, grazie alla tecnica del bank switching (l'alternanza dei banchi di memoria), permettono di poter utilizzare un quantitativo di ROM superiore ai 32 kB direttamente indirizzabili dalla CPU, con il risultato che i giochi col tempo si fecero più dettagliati e più elaborati.
In aggiunta, le cartucce possono contenere memoria riservata denominata "Expansion Area", spesso contenente altri 8 kB di RAM aggiuntiva, memoria video estesa (VROM o VRAM) nonché, in molti casi, della circuiteria hardware che permette di indirizzare più dei 12 kB di memoria video gestibili dalla PPU.

### Sistemi di protezione
Nintendo sviluppò un sistema di protezione costituito dal chip 10NES, per evitare l'utilizzo di giochi prodotti per regioni diverse, al fine di contrastare la pirateria informatica.

### Video

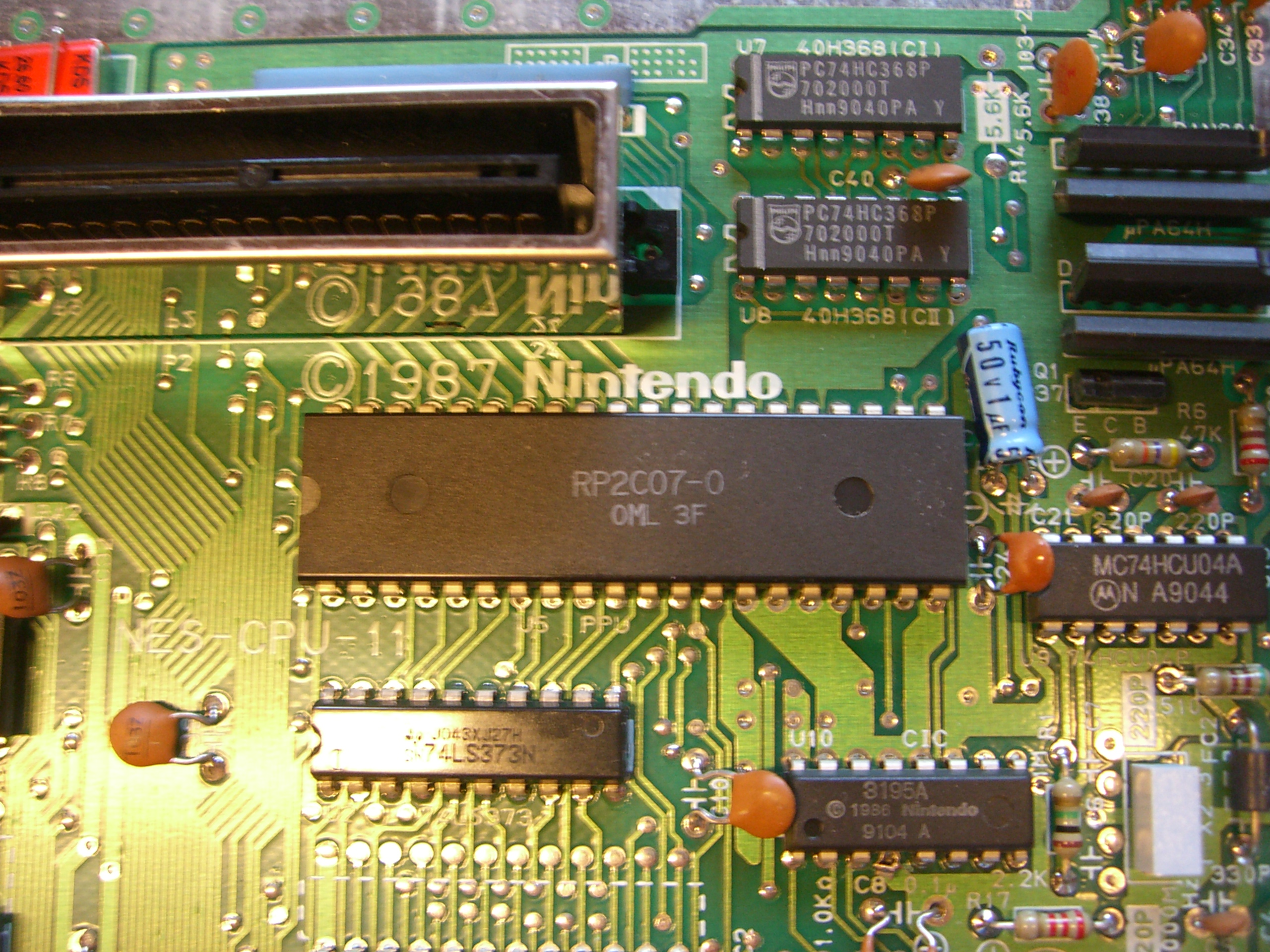
Il Ricoh RP2C07, versione PAL del chip PPU del NES

Il NES utilizza un coprocessore video denominato "Picture Processing Unit" (PPU), sviluppato da Ricoh. Come nel caso della CPU, anche la PPU della console era realizzata in 2 versioni, che si differenziano per la frequenza operativa: l'RP2C02, usato nei sistemi NTSC, ha un clock di 5,37 MHz mentre il modello PAL, denominato RP2C07, lavora a 5,32 MHz. Entrambi generano un segnale video composito.
Del PPU ne furono realizzate anche delle versioni speciali da utilizzare nei giochi arcade derivati dal NES. Ad esempio, il PlayChoice-10 usa l'RP2C03, che funziona a 5,37 MHz e genera un segnale video RGB in formato NTSC. Il Nintendo Vs. Series usa invece 2 diverse varianti del chip: l'RP2C04 e l'RP2C05: entrambi operano a 5,37 MHz e forniscono un segnale video composito in standard NTSC ma, a differenza degli altri modelli, utilizzano tavolozze irregolari per evitare lo scambio delle ROM dei giochi.
Tutte le versioni del PPU dispongono di una memoria interna, su bus dati separati, composta di 2 kB di RAM video (VRAM), di 256 byte per la memorizzazione degli attributi e della posizione degli sprite (OAM, object attribute memory) e di 28 bytes di RAM per la selezione dei colori dello sfondo e degli sprite. Il NES usa la VRAM per memorizzare gli attributi e le decorazioni grafiche: a questa memoria possono essere affiancati altri 8 kB di RAM o ROM video direttamente sulla cartuccia anche se usando la tecnica del bank switching questo quantitativo può essere aumentato di molto.
Il PPU genera una tavolozza di 52 colori, comprese 6 diverse tonalità di grigio. Il rosso, il verde ed il blu possono inoltre essere scuriti singolarmente in una specifica area dello schermo ricorrendo a particolari accorgimenti software. Il PPU può visualizzare fino a 25 diversi colori contemporaneamente sullo schermo: 1 colore per lo sfondo, 4 gruppi di 3 colori per la grafica e 4 gruppi di 3 colori per gli sprite. Questo totale non include i valori per dimezzare la brillantezza dei colori.
Il chip grafico del NES non generava direttamente valori RGB per la palette di colori, ma emetteva segnali che venivano interpretati in base alle specifiche del monitor o della TV collegata; questo significa che la resa dei colori era variabile a seconda dell'hardware, perché ogni schermo "decodificava" la tavolozza in modo leggermente diverso, influenzando l'aspetto finale dei giochi. Nel tempo i vari titoli della console hanno ricevuto numerosi porting e riproposizioni su console a colori definiti, e le palette di colori scelte non sono quasi mai coerenti fra di loro, nemmeno quando si tratta dello stesso gioco, questo indica che non esiste una palette di colori ufficiale univoca; nel corso degli anni la community si è adoperata per recuperare le palette utilizzate ufficialmente, e nel ricostruire in RGB, attraverso modelli matematici, palette più o meno accurate ai vari modelli di televisore (Ulteriori informazioni).
Sullo schermo il PPU può visualizzare contemporaneamente 64 sprite, con dimensioni di 8×8 o 8×16 pixel (la scelta della dimensione influenza tutti gli sprite visualizzati). Su una stessa riga possono essere presenti massimo 8 sprite: il PPU utilizza un flag per segnalare quando è stato raggiunto il limite, che causa la mancata visualizzazione degli sprite in eccesso. Grazie a questo flag i programmatori possono alternare gli sprite da visualizzare, anche se questa tecnica causa uno sfarfallio degli stessi.
Il chip può gestire un solo livello di scorrimento dello schermo, a passi di 1 pixel sia orizzontalmente che verticalmente: in quest'ultimo caso però il sistema visualizza degli artefatti grafici nella parte alta o in quella bassa dell'immagine per via di un bug nella gestione dello scrolling.
La dimensione dell'immagine è di 256×240 pixel ma nei sistemi NTSC la risoluzione verticale effettiva è di 224 pixel, dato che i primi 8 pixel e gli ultimi 8 pixel dell'immagine non sono visibili su molti televisori dell'epoca per la differente risoluzione di questo formato rispetto al PAL.
Sul Famicom originale il segnale video esce in modulazione RF: quando la console è stata riprogettata per l'esportazione nel Nord America ed in Europa come NES, è stata dotata anche dell'uscita composita RCA. Nel 1993 Nintendo modificò la console, rivedendo anche i connettori video: sul nuovo modello giapponese, venduto come AV Famicom, decise di usare il solo segnale composito, fornito tramite lo stesso speciale connettore a 12 pin "Multi out" introdotto con il Super NES, mentre la versione per il Nord America, denominata Nintendo Entertainment System Control Deck (o NES 2), presenta solo l'uscita RF. Il PlayChoice-10, infine, utilizza un segnale video RGB invertito.

### Audio
La CPU del NES integra un generatore sonoro programmabile capace di gestire 5 canali audio: 2 canali supportano la modulazione dell'onda con duty cycle variabile (12,5%, 25%, 50% e 75%), 16 livelli di volume e portamento gestito via hardware con frequenze da 54 Hz a 28 kHz. Gli altri canali sono: un generatore di onde triangolari a volume fisso con una frequenza variabile da 27 Hz a 56 kHz; un generatore di rumore bianco con 16 livelli di volume con 2 modalità di funzionamento (impostabili tramite gli input in un registro a scorrimento a retroazione lineare) con 16 frequenze preimpostate; un canale DPCM con risoluzione di 6 bit, con 1 bit per la codifica delta e 16 frequenze di campionamento preimpostate, da 4,2 a 33,5 kHz. Quest'ultimo canale è anche in grado di riprodurre suoni PCM scrivendo nei registri 7 bit per volta ad intervalli regolari di tempo.

### I controller

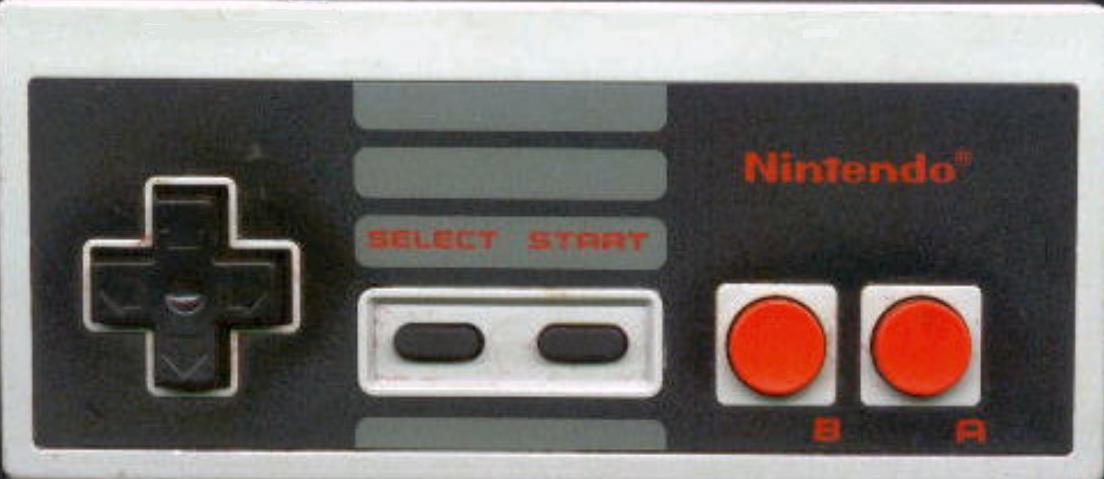
Gamepad del NES

Il gamepad standard è di forma rettangolare, dotato di una pulsantiera direzionale a croce (progettata da Gunpei Yokoi inizialmente per i Game & Watch), due pulsanti rossi denominati "A" e "B" sulla parte destra, mentre nella parte centrale trovano posto i due tasti funzione "Start" e "Select". Erano inoltre disponibili vari accessori, come la NES Zapper, il Nintendo Four Score, il Nintendo Max ed il Nintendo Advantage (usato dai Ghostbusters per guidare la Statua della Libertà nel film "Ghostbusters II - Acchiappafantasmi II").

### Le cartucce

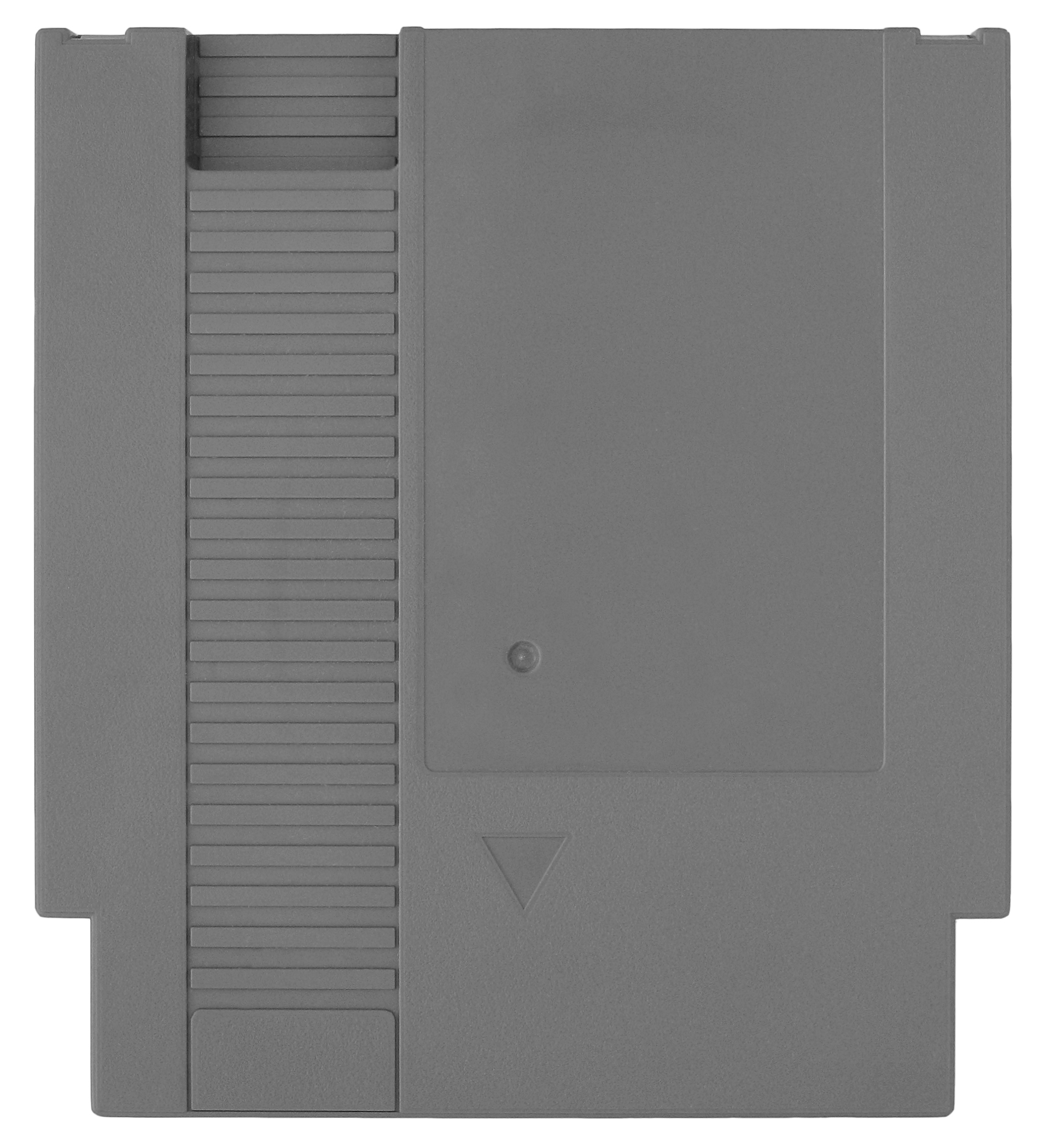
Modello di cartuccia(o Game Pak) per il NES più grandi di quelle del Famicom.

Le cartucce del Famicom avevano dimensioni più compatte, 7×10,8 cm (A×L), anche grazie al connettore dotato di soli 60 piedini contro i 72 delle cartucce del NES. Alcuni dei primi giochi pubblicati per il NES (1942, Clu Clu Land, Donkey Kong, Donkey Kong Jr., Elevator Action, Excite bike, Golf, Gumshoe, Gyromite, Hogan's Alley, Mike Tyson's Punch Out, Pinball, Raid on Bungeling Bay, Rygar, Soccer, Stack up, Tennis, Urban Champion, Wizards an Warriors e Wreking Crew) contenevano il gioco in versione Famicom con il connettore a 60 piedini ed un adattatore per renderlo compatibile con il connettore del NES a 72 piedini. A differenza di quelle del NES, le cartucce per il Famicom erano prodotte in diversi colori. Furono prodotti anche degli adattatori per poter usare sul NES i giochi Famicom. Uno dei convertitori più noti fu l'Honey Bee, pubblicato nel 1989.
Le cartucce o "Game Pak", per il NES (sia il modello NTSC che PAL) erano di dimensioni 13,3×12×2 cm (A×L×P) e di colore grigio. Il connettore era nella parte inferiore ed erano originariamente chiuse con 5 viti. In seguito Nintendo adottò un sistema di chiusura con 2 linguette ad incastro e 3 sole viti, sostituendo anche le normali viti con altre particolari a forma di stella, per rendere più difficile l'apertura dell'involucro.
Le cartucce presentavano 2 etichette: la prima, sul lato frontale, riportava il nome del gioco ed un'immagine artistica dello stesso; la seconda, sul retro, riportava le precauzioni d'uso della cartuccia stessa.
Alcune cartucce presentavano il contenitore, l'etichetta frontale o quella posteriore, di color oro (raramente color argento) per quei giochi, quali "The Legend of Zelda" o Turbo Racing o anche la cartuccia dei campionati Nintendo del 1990 e contenevano una memoria alimentata da una batteria tampone per conservare i punteggi massimi o i salvataggi delle partite. Le cartucce commercializzate senza licenza Nintendo erano di colore nero (Tengen, American Video Entertainment e Wisdom Tree), uovo di pettirosso (Color Dreams e Wisdom Tree) e oro (Camerica) ed avevano dimensioni e forme diverse da quelle delle cartucce ufficiali Nintendo. Le cartucce di test, usate solo internamente a Nintendo e mai commercializzate, erano di colore giallo.

### Gli accessori
Per NES, vennero rilasciati una moltitudine di accessori, prodotti direttamente da Nintendo o da terze parti, alcuni pubblicati nel solo Giappone (e quindi esclusiva Famicom), mentre altri anche in Nord America o Europa, come esclusiva NES o adattati dall'originale giapponese. Tra i più famosi e diffusi vi furono lo Zapper, una pistola ottica; R.O.B., un piccolo robot che poteva interagire con alcuni giochi quali "Gyromite"; gamepad con componenti aggiuntivi; tappettini per praticare esercizio fisico; tastiere; modem per collegarsi al telefono; giocattoli; controller particolari e alternativi; cartucce per sbloccare cheats, e altro.

## Software
Il parco titoli del NES offrì ai giocatori videogiochi avanzati e innovativi per l'epoca, come Super Mario Bros. o The Legend of Zelda, che popolarizzò la funzione di salvataggio in un videogioco. Con il NES si diffusero, fino a diventare fenomeno culturale, nuovi generi videoludici, come ad esempio il gioco di ruolo giapponese su console, fondato ufficialmente da titoli di grande successo in patria, come Dragon Quest o Final Fantasy.
In totale, guardando al mercato americano, si stima esistano 698 giochi per NES ufficiali (non contando le riedizioni o le edizioni per collezionisti) e 1048 giochi ufficiali, per quanto riguarda quello nipponico. Per Famicom Disk System, furono 198 i giochi ufficiali pubblicati. Secondo un'altra stima, i giochi con licenza ufficiale usciti sul mercato occidentale (nordamericano e/o europeo) sono 714; quelli non ufficiali, difficili da catalogare, sono almeno 162, contando solo i giochi originali e usciti come cartuccia a gioco singolo durante la vita commerciale del NES (fino al 1995).
I giochi per NES ottennero un grande successo di vendite, e al 31 dicembre 2009 ne risultano venduti 500,01 milioni di copie. Tra i videogiochi per NES più venduti, 54 superarono il milione di copie.
La rivista The Games Machine, in una selezione di dieci giochi rappresentativi della console, inserisce Super Mario Bros., The Legend of Zelda, Double Dragon 2, Castlevania, Metroid, Final Fantasy, Mike Tyson's Punch-Out, Super Mario Bros. 3, Sweet Home, Ninja Gaiden.

### Giochi di terze parti
All'inizio del 1984, in Giappone, il crescente successo del Famicom attirò su Nintendo l'invidia di molte software house, produttrici anch'esse nel campo dell'informatica. Desiderando sviluppare titoli per la console Nintendo, si rivolsero a quest'ultima, ma le loro proposte vennero rifiutate da Hiroshi Yamauchi, allora presidente della società, il quale era assolutamente contrario al fatto che altre software house sviluppassero titoli per la sua console. La ragione di questa iniziale chiusura mentale era da ricondursi al fatto che Nintendo, avendo prodotto un hardware infruttuoso per l'azienda (la console era venduta a un prezzo molto basso, per competere con i sistemi informatici dell'epoca), traeva guadagno dalle vendite del software.
Nonostante ciò, in seguito a numerose pressioni esterne, e per la necessità di fornire al pubblico nuovi giochi che ampliassero la ludoteca della console (e Nintendo sola stava faticando a far uscire molti giochi in poco tempo), Yamauchi decise di dare la possibilità alle terze parti di sviluppare titoli per Famicom, ma non prima di aver studiato le cause della crisi del videogioco in America. La fine del fenomeno Atari era infatti da ricondursi alla quantità mastodontica di titoli sviluppati da terze parti che uscivano per Atari 2600: l'Atari credeva infatti che più titoli disponibili per la propria console volessero dire più guadagno, e attuò una strategia ispirata allo schema economico dei videoregistratori con le videocassette, o dei giradischi con i vinili, liberalizzando di fatto lo sviluppo di software per la propria macchina da parte di software house esterne. Questo portò sicuramente a un aumento della ludoteca del 2600, ma contemporaneamente portò a un abbassamento della qualità generale dei titoli disponibili per la console, per colpa di alcune software house che, pensando solo al guadagno, produssero centinaia di titoli noiosi e di scarsa qualità. Per evitare questo, Nintendo abbracciò sì il supporto delle terze parti, ma decise di tenere sotto estremo controllo la situazione, e inoltre, per ricoprire la mancanza di guadagno, la software house esterna era costretta a versare a Nintendo una quota di 200 yen per ogni cartuccia fabbricata.
Accettando queste condizioni, le prime sei società a firmare un contratto con Nintendo, nel corso del 1984, furono Hudson Soft, Namco, Konami, Capcom, Taito, e Jaleco. La popolarità ottenuta dai giochi prodotti da queste società, con titoli di grande successo come Xevious di Namco o Lode Runner di Hudson Soft, attirò molte altre software house esterne, che nel giro di pochi mesi cominciarono a interessarsi a produrre su Famicom; temendo d'incappare nello stesso errore commesso da Atari, Nintendo decise di stipulare un nuovo contratto secondo il quale, dopo aver prodotto il gioco, le nuove case di sviluppo avrebbero dovuto inviarne il contenuto a Nintendo, e attendere la fabbricazione delle cartucce da parte di quest'ultima. In questo modo, Nintendo poteva tenere sott'occhio i titoli sviluppati per la propria console, e analizzarne il contenuto, assicurandosi che non fossero presenti dei bug o degli elementi disturbanti per il consumatore. In Giappone, Nintendo non ha mai goduto dell'autorizzazione a valutare la qualità dei titoli presi in esame: per questo motivo, il celebre marchio di qualità "Nintendo Seal of Quality", presenza fissa delle future confezioni americane ed europee, sul suolo nipponico non esisteva.
Il nuovo contratto obbligava inoltre le nuove software house a non pubblicare più di tre titoli all'anno, questo per incentivare le medesime a produrre giochi di maggior qualità, avendo solo tre tentativi a disposizione per ottenere dei riconoscimenti. Altro punto focale dell'accordo vedeva la richiesta da parte di Nintendo al partner di ordinare minimo 10.000 cartucce, e di saldare la fattura prima che iniziasse la produzione.
Nel corso del tempo, gli editori di terze parti che si distinsero maggiormente in ambito Famicom per successo, qualità e quantità dei loro prodotti furono: Namco, con 82 giochi, Konami, con 78 giochi, Bandai, con 70 giochi, Jaleco, con 57 giochi, Taito, con 56 giochi, Capcom, con 40 giochi, Sunsoft, con 40 giochi, Hudson Soft, con 37 giochi, e infine Pony Canyon, con 36 giochi. Nintendo in totale produsse 79 giochi, piazzandosi al secondo posto tra i maggiori sviluppatori per la propria console.

### Giochi senza licenza
Così come in Giappone, anche in America e in Europa le software house esterne erano obbligate ad acquistare da Nintendo una licenza, che consentiva a loro di pubblicare il proprio titolo per NES, e di ottenere il bollino di qualità da parte di Nintendo, il quale attestava che il gioco era stato approvato ufficialmente. Negli Stati Uniti sorsero alcune compagnie, come Color Dreams o Tengen (filiale di Atari), che rifiutandosi di pagare la licenza a Nintendo, trovarono un modo per eludere il sistema di autenticazione della console, e crearono delle cartucce non originali in grado di disabilitare temporaneamente il chip 10NES: questo diede origine alla pubblicazione di molti giochi non ufficiali sviluppati da terzi per la console NES.
La Color Dreams era proprietaria di molte filiali, come Bunch Games o Wisdom Tree; quest'ultima cominciò a pubblicare i propri giochi senza licenza intorno al 1991, con la commercializzazione di alcuni giochi a sfondo religioso, come Bible Adventures. Altra software house senza licenza molto attiva su NES fu la Camerica, la quale pubblicò 15 giochi per NES: Bee 52, Big Nose Freaks Out, Big Nose the Caveman, Dizzy the Adventurer, The Fantastic Adventures of Dizzy, Firehawk, Linus Spacehead's Cosmic Crusade, Micro Machines, Mig 29 Soviet Fighter, Quattro Adventure, Quattro Arcade, Quattro Sports (raccolte), Super Robin Hood, Stunt Kids e The Ultimate Stuntman.
Alcune software house, come ad esempio Dendy, commercializzarono una moltitudine di cartucce non originali molto particolari, le quali comprendevano al loro interno un numero svariato di giochi del NES, tutti racchiusi all'interno di un'unica cartuccia e distribuite a prezzi competitivi. Considerate illegali, a volte presentavano svariati problemi: alcuni giochi al loro interno non funzionanti, molti doppioni dello stesso titolo, o problemi di incompatibilità con alcuni NES.

## L'emulazione
Il NES può essere emulato su molti altri sistemi, tra i quali il più notevole è il PC. Il primo emulatore fu il giapponese Pasofami, al quale fece seguito l'iNES, uscito nel 1996 e disponibile in lingua inglese. Questo è ricordato come il primo emulatore per NES utilizzabile anche da persone non esperte. Il NESticle, un popolare emulatore per MS-DOS, venne pubblicato il 3 aprile 1997; a questo seguirono molti altri emulatori. La Virtual Console di Nintendo, disponibile per Wii, Wii U, e Nintendo 3DS, offre l'emulazione di molti giochi per NES così come il servizio Nintendo Switch Online per Nintendo Switch.

## Differenze regionali
Sebbene NES e Famicom condividano l'hardware di base, esistono alcune differenze sostanziali fra le due versioni:
- Il design dei case è completamente diverso, a partire dai colori e dalla posizione di alcune porte. Il NES è grigio, possiede uno sportello frontale da aprire per inserire le cartucce, in posizione orizzontale; ha una porta d'espansione posta nella parte inferiore. Il Famicom è bianco e rosso, e le cartucce vanno inserite in verticale; la porta d'espansione (differente rispetto a quella del NES) è nella parte anteriore della console. Anche i gamepad non sono uguali: quelli del Famicom sono numerati e non sono rimovibili, dato che il cavo è saldato all'unità stessa; inoltre il secondo gamepad non possiede i tasti "Start" e "Select", sostituiti da un microfono e da un regolatore di volume.
- Il NES possiede un sistema di protezione (il chip 10NES) che impedisce l'uso di cartucce prive della licenza Nintendo o delle cartucce giapponesi. Recentemente alcuni utenti hanno poi scoperto che smontando il NES e tagliando al chip il piedino 4 la protezione viene disattivata.[63]
- Le cartucce hanno una differente piedinatura: il NES può ospitare cartucce da 72 pin, mentre il Famicom utilizza delle cartucce più piccole e con soli 60 pin. Rispetto a queste ultime, le cartucce da 72 pin presentano 4 pin per il chip 10NES, 2 pin in meno per l'assenza dei chip audio integrati su cartuccia e 10 pin in più affinché il bus delle cartucce combaci come numero di piste con quello della porta di espansione presente sotto al NES.
- Il Famicom possiede un diverso sistema di gestione dell'audio: infatti supporta anche giochi dotati di chip sonori aggiuntivi, grazie ai 2 pin posti nella porta delle cartucce. Questi chip ed i relativi pin sono stati rimossi nel NES, con il risultato che i videogiochi originariamente dotati di chip audio aggiuntivi (come Castlevania III: Dracula's Curse) hanno nel NES una qualità sonora inferiore rispetto alla controparte giapponese.
- Sia il NES che il Famicom possiedono un modulatore di onde radio per l'output audio e video; il NES ha anche un connettore RCA composito. I successivi restyling (AV Family Computer e NES 2) possiedono solo quest'ultimo.
- In Giappone, oltre Nintendo, altre 5 aziende (Konami, Capcom, Namco, Bandai, e Jaleco) avevano la licenza di produrre cartucce dotate di chip dedicati aggiuntivi.
- In Europa il NES veniva distribuito dalla Mattel: questa versione presentava, oltre all'uso di cartucce in formato PAL e non NTSC, solo minime differenze estetiche rispetto al NES statunitense (come la scritta rossa "MATTEL Version" sullo sportellino delle cartucce).[64]
- Diverse periferiche erano esclusive del Famicom:
  - Family BASIC, un'implementazione del linguaggio di programmazione BASIC;
  - Famicom MODEM (uscito nel 1988), un modem grazie al quale era possibile connettersi a dei server Nintendo e usufruire di alcuni servizi di notizie su nuovi giochi, cheat, meteo, oltre al download di alcune applicazioni.
  - Famicom Disk System, periferica che permetteva il funzionamento di videogiochi venduti su appositi floppy disk.
- Altre periferiche, invece, erano esclusive per la versione NES americana ed europea. Un esempio è il Miracle Piano Teaching System, una tastiera MIDI per videogiochi musicali.

## Specifiche tecniche
- Central Processing Unit (CPU):
  - Ricoh 2A03/2A07-8 bit @1,79 MHz (NTSC) / 1,66 MHz (PAL)[65]
- Picture Processing Unit (PPU):
  - RP2C02/RP2C07 @5,37 MHz (NTSC) / 5,32 MHz (PAL)
  - Possibilità di gestire fino a 64 sprite simultaneamente (8 per riga)[66]
  - 52 colori totali[67] (24 contemporaneamente presenti sullo schermo)
  - Risoluzione:
256×240 pixel (PAL)
256×224 pixel (NTSC)
- Memoria:
  - 4,35 Kbyte on board
    - 2 KB dedicati alla CPU come memoria temporanea
    - 2 KB VRAM dedicata al processore video
    - 256 byte dedicati agli attributi degli sprite
- Sonoro:
  - Generatore sonoro programmabile a 5 canali integrato nella CPU
- Supporti di Memorizzazione:
  - Cartucce elettroniche da 128 Kbit a 4 Mbit

## Il contributo all'industria dei videogiochi
Il NES fu pubblicato dopo la crisi dei videogiochi del 1983, quando molti rivenditori e adulti avevano ormai definito il fenomeno videogioco come un fuoco di paglia destinato ad estinguersi, e molti credettero che sarebbe successo lo stesso col fenomeno NES. Prima del NES, Nintendo aveva ottenuto un buon successo in Giappone come azienda produttrice di carte da gioco e giocattoli, e la popolarità ottenuta dalla console, aiutò la compagnia a diventare celebre in tutto il mondo come sinonimo di videogioco, similmente all'Atari durante l'epoca del 2600.
Il NES gettò ufficialmente le basi del successo mondiale del videogioco giapponese, e cambiò le relazioni tra i produttori di console e gli sviluppatori software di terze parti, i quali furono costretti da quel momento a sviluppare solo sotto licenza del produttore (in questo caso Nintendo), il quale doveva testare e approvare il titolo prima di renderne ufficiale la distribuzione: questo portò a un aumento della qualità generale dei videogiochi (assicurata da Nintendo stessa, tramite l'apposizione di un bollino di garanzia sulle confezioni dei giochi ufficiali), e alla nascita di un sistema relazionale tra produttore e sviluppatore, che sarebbe in seguito divenuto lo standard del settore.
L'hardware del NES fu molto influente. Per il mercato americano, Nintendo scelse di cambiare il nome della propria macchina da "Famicom" a "Nintendo Entertainment System", e ne cambiò totalmente il design scegliendo un look più maturo, per non dargli più l'aspetto di un giocattolo per bambini. Nel nuovo design, la cartuccia andava infilata in un vano frontale, protetto da uno sportellino, sullo stile di un lettore di videocassette.
La popolarità dell'immaginario costruito da Nintendo con il NES, specialmente per quanto riguarda il controller, divenne motivo per la nascita di una varietà di prodotti di merchandising. Nel corso degli anni, furono prodotti accessori, magliette, alimenti, cappelli, biancheria intima, fibbie per cintura, bevande energetiche, caramelle, porta caramelle, e altro, basati sull'iconografia del NES.

## I cloni

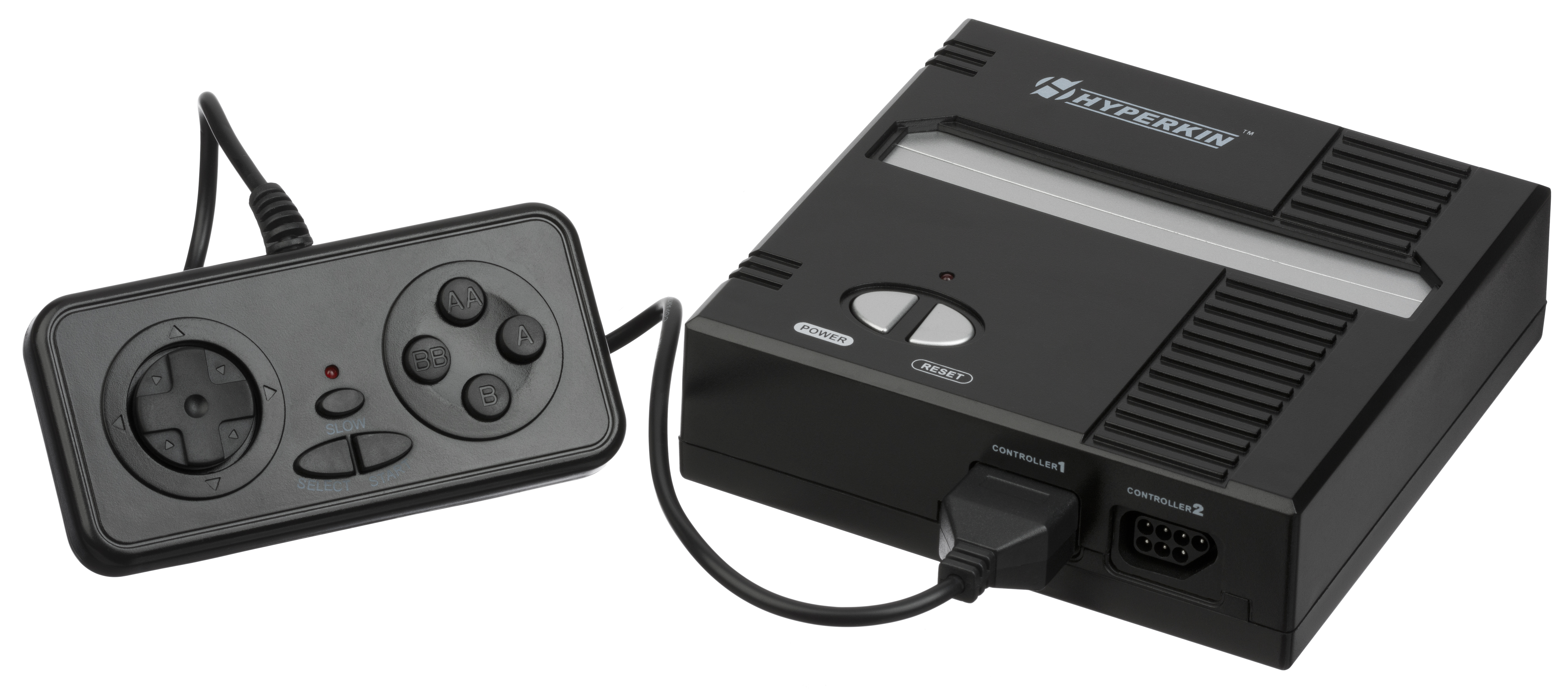
Il RetroN, un clone del NES

Tra la fine degli anni '80 e l'inizio degli anni '90 sorse un mercato di cloni illegali della console, conosciuti tra gli appassionati del settore con il nome di Famiclones (dall'unione delle parole Famicom e clones, cloni). In un primo momento, la diffusione di questi sistemi fu giustificata dal fatto che la loro commercializzazione avveniva in luoghi in cui Nintendo non aveva inviato una versione autentica del suo NES, come in Brasile, in cui dal 1989 venne commercializzato il "Dynavision", o nell'Unione Sovietica, dove il clone conosciuto come "Dendy" (prodotto a Taiwan nel 1992), divenne nel territorio la console più popolare del suo tempo, costruendosi una reputazione paragonabile a quella dell'originale in Nord America e Giappone. Allo stesso modo, dal 1990, grande successo ottennero, il Family Computer System (dall'aspetto molto simile al NES), il Family Game (il cui design ricordava molto il vero Famicom), venduto in Argentina, oppure il NASA, altra copia del NES, di enorme popolarità in paesi europei come la Spagna. Nel Sud-Est asiatico, grande diffusione ebbe il Micro Genius, mentre nelle regioni dell'Europa centrale e in Polonia, spopolarono rispettivamente il Samurai e il Pegasus.
Il mercato delle versioni senza licenza del NES, si protrasse anche dopo la cessazione della produzione ufficiale della console da parte di Nintendo. Alcuni cloni prodotti nel corso degli anni, risultarono più sofisticati dell'originale, tanto da superarne le funzionalità hardware: questi sistemi maggiormente evoluti, includevano aggiunte importanti, come un display LCD a colori integrato, il quale permetteva di visualizzare l'immagine di gioco, senza la necessità di una televisione (questo sistema, è generalmente noto come "PocketFami"). Altri sistemi prodotti hanno invece la forma di una tastiera da computer, come il Mega Boy MK-1000, e si presentano come cloni del Family BASIC. Furono prodotti inoltre dei cloni, che permettevano di giocare sia ai giochi del NES che ai giochi del Super Nintendo su un'unica console.
Come avvenne nel caso delle cartucce senza licenza, Nintendo tentò un'azione legale per proibire la fabbricazione e la commercializzazione dei Famiclones, soprattutto contro quelle console senza supporto per cartucce, le quali avevano all'interno come software preinstallato, una moltitudine di titoli ufficiali per NES con licenza Nintendo. Celebre il caso della linea di prodotti Power Player Super Joy III (distribuito, nel 2000, in Nord America, Europa, e Australia), contro i quali "Nintendo of America" fece causa, per violazione dei diritti d'autore.

## Galleria d'immagini

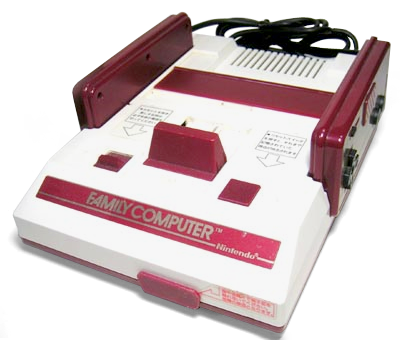
Il Famicom, o Family Computer, la versione originale della console introdotta in Giappone. Ai lati, in verticale, ci sono i due controller.
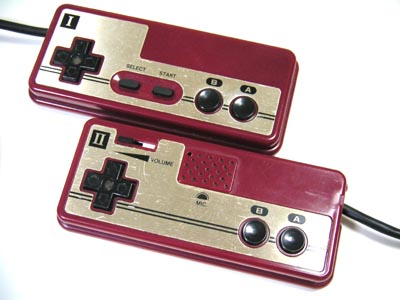
I gamepad del Famicom.
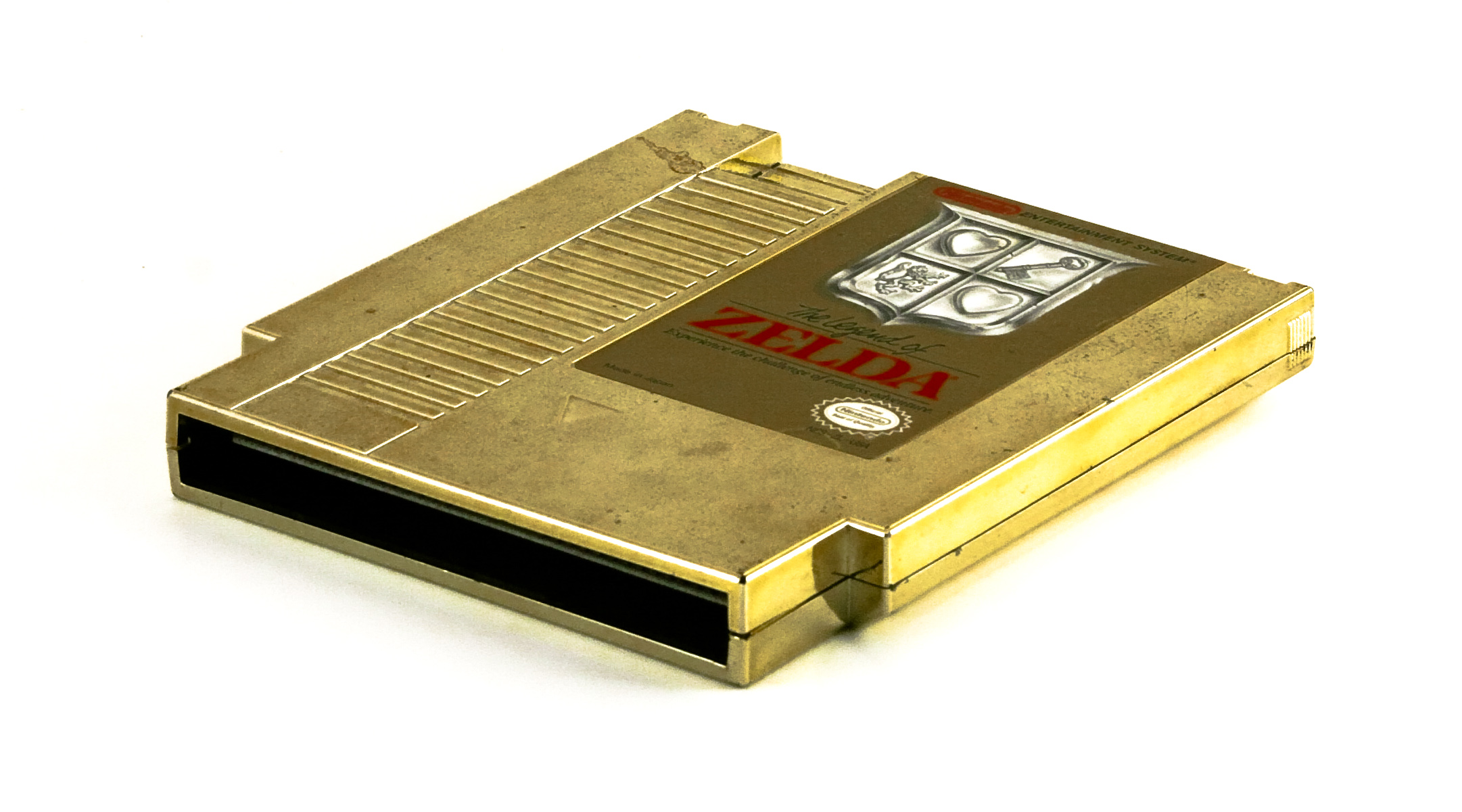
La cartuccia dorata di "The Legend of Zelda", che contiene una batteria tampone per salvare i dati delle partite.
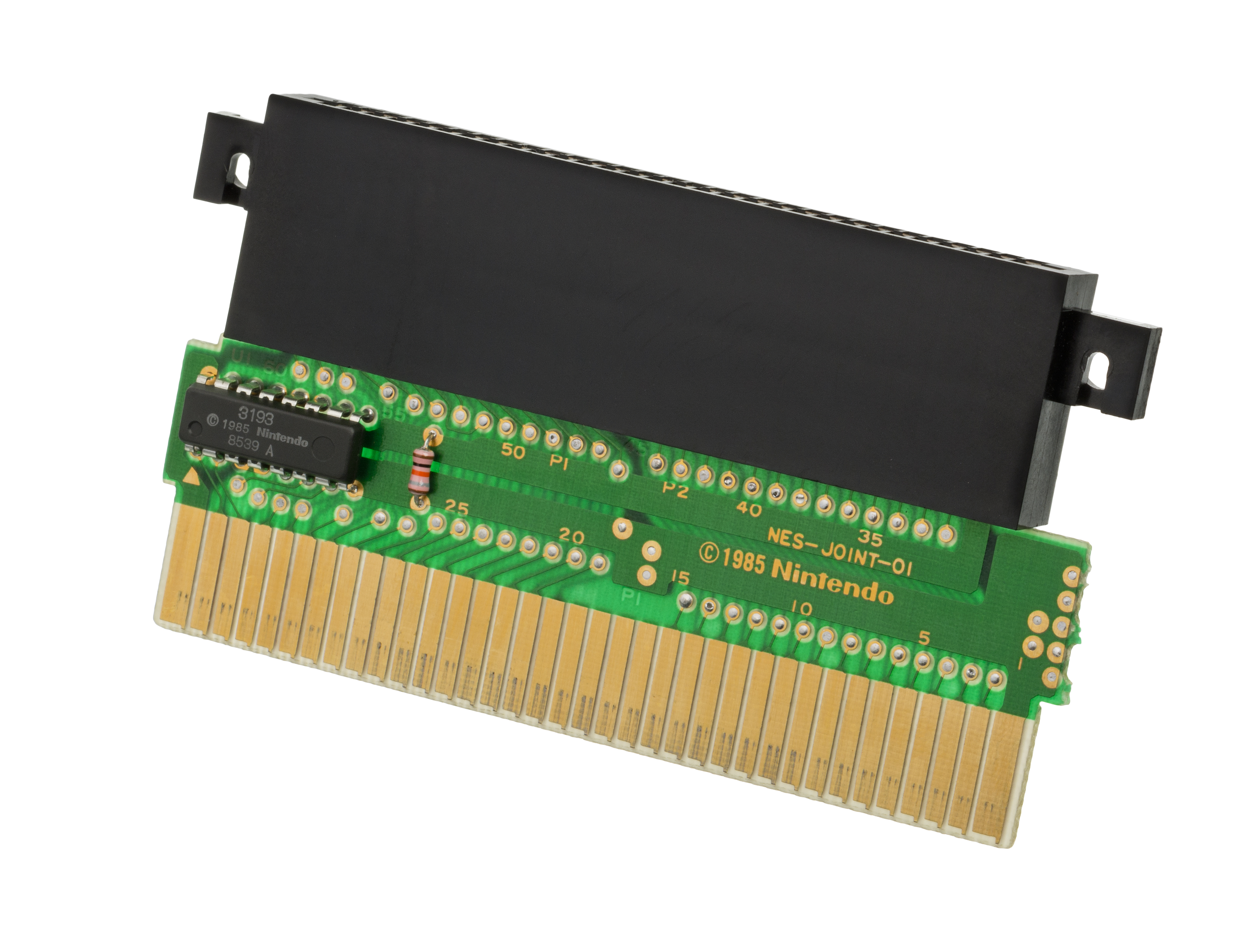
Un adattatore usato per usare le cartucce Famicom (a 60 pin) con il NES (che ha una porta a 72 pin).
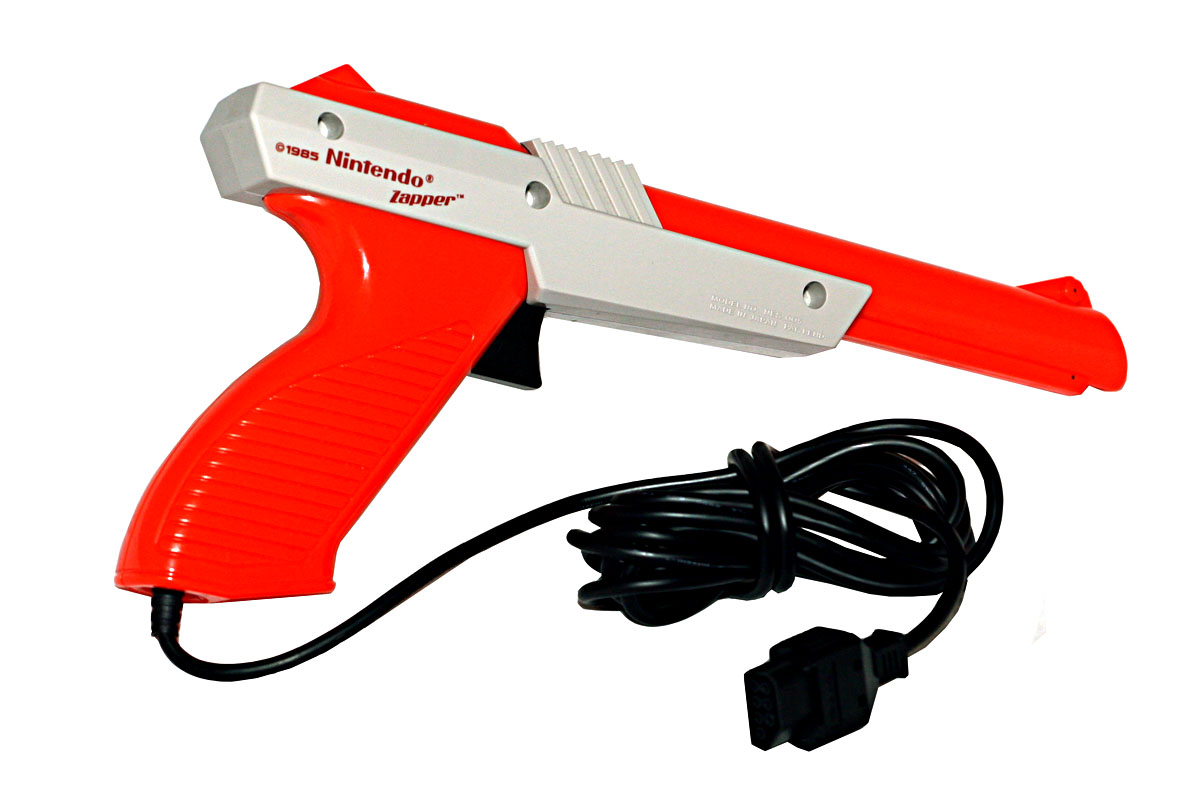
La Zapper, la pistola ottica del NES.
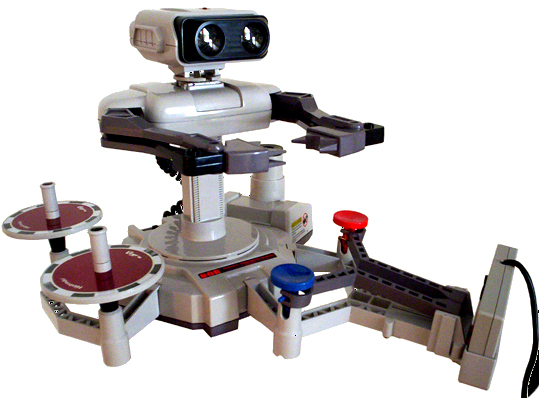
Il robot "R.O.B." equipaggiato con degli accessori necessari per giocare a Gyromite
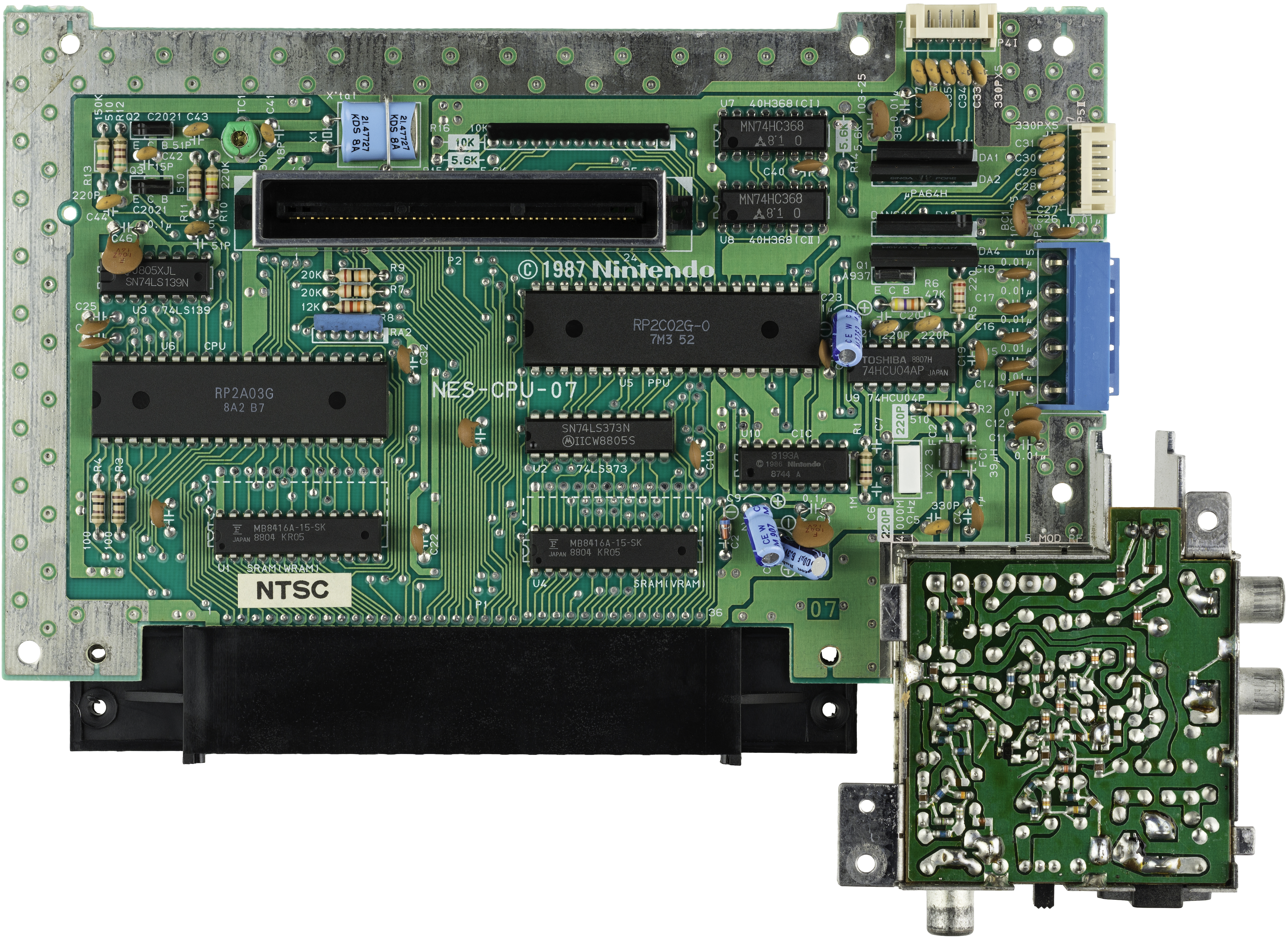
La scheda madre del NES: si notano il connettore principale (sulla parte inferiore della foto) ed un altro connettore centrale di espansione, al centro, che non fu mai utilizzato. I 2 chip principali sono la CPU (a sinistra) e la PPU (a destra).
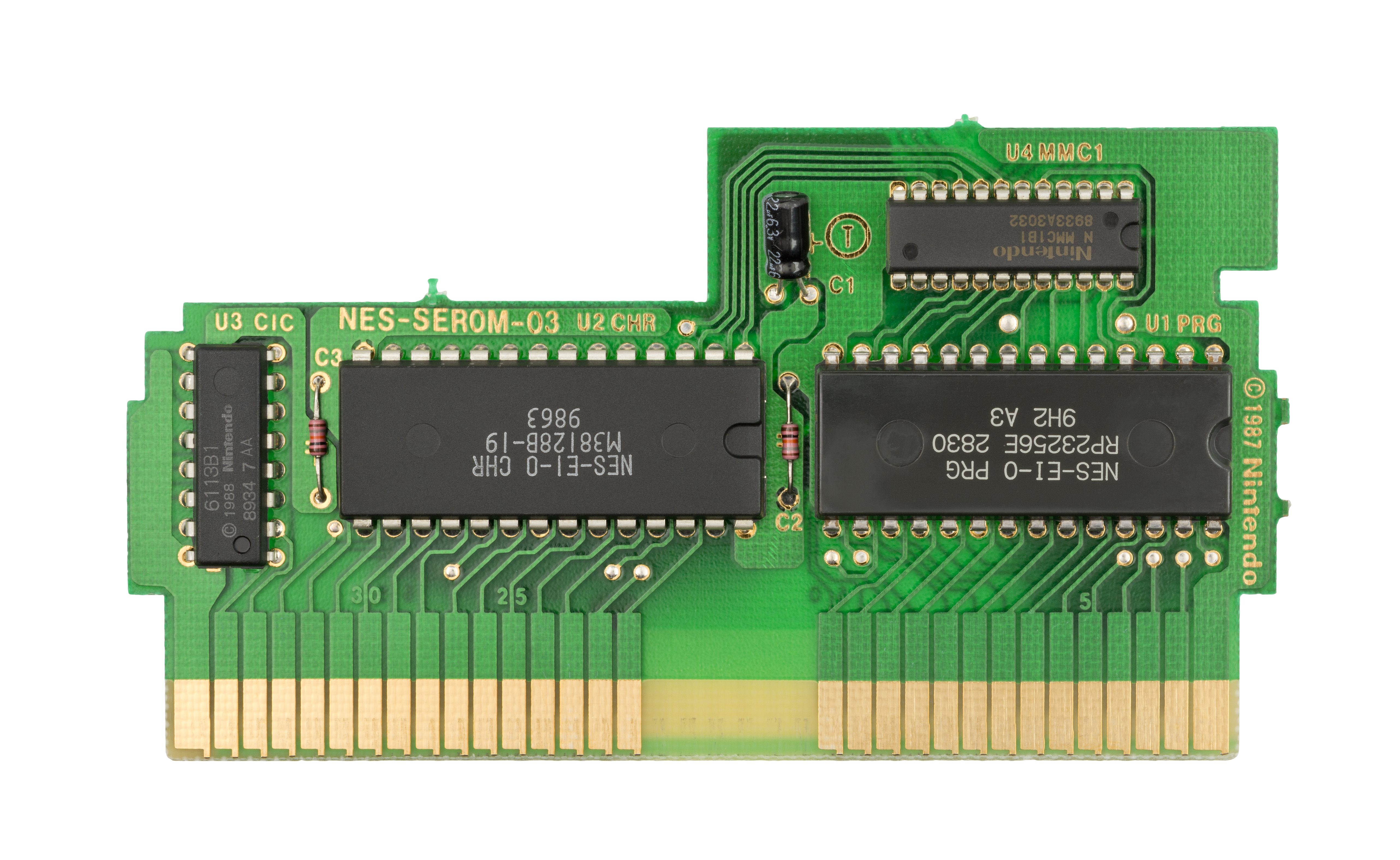
La scheda della cartuccia "Tetris": si notano a sinistra il piccolo chip 10NES e in alto a destra il controller di memoria addizionale MMC1.
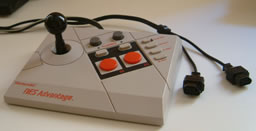
Il NES Advantage.